# Severus Gastorius

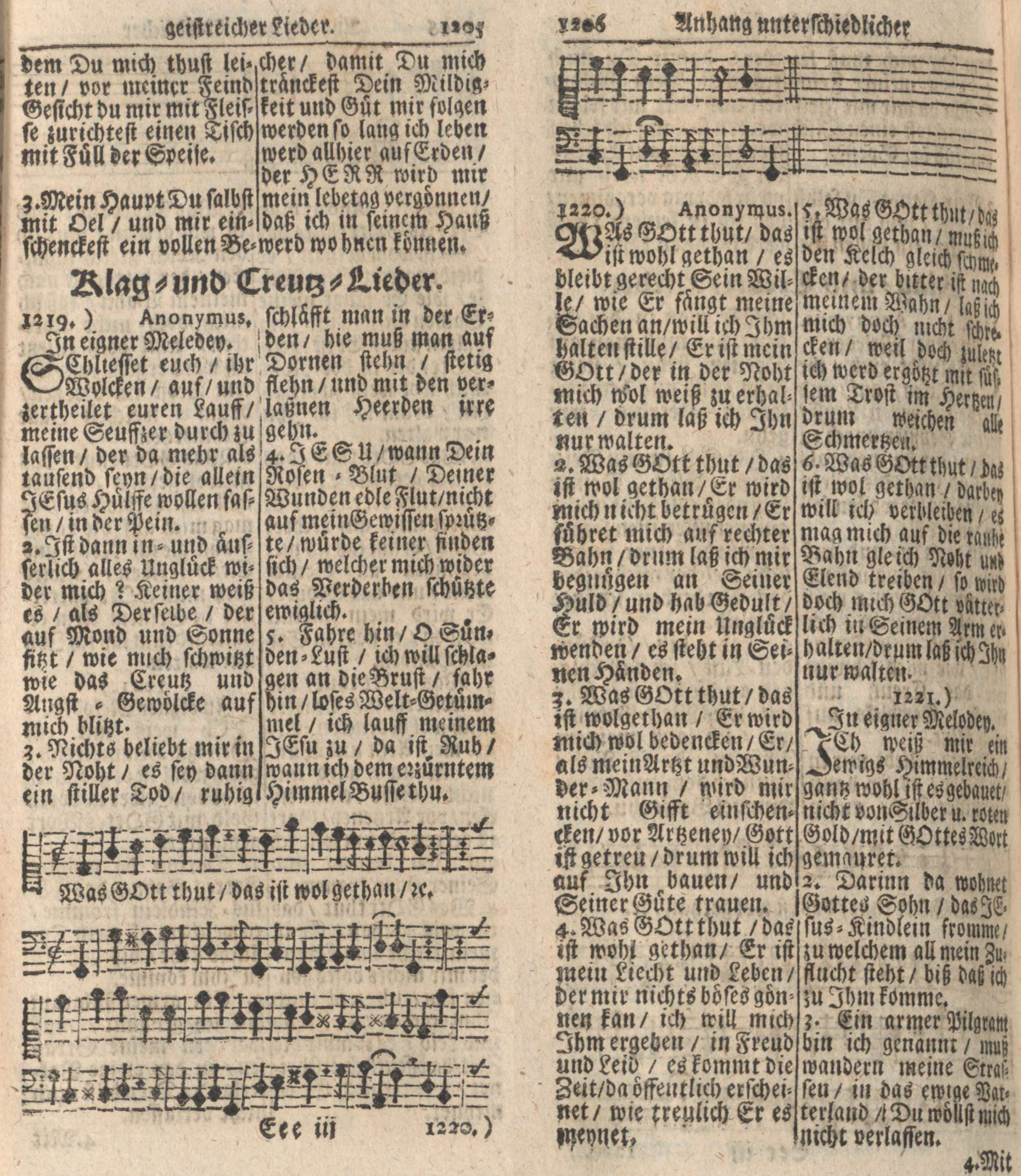
Text och noter till Was Gott tut, das ist wohlgetan.

Severus Gastorius (1647 – 1682) var en tysk kantor i Jena.
Severus föddes med familjenamnet Bauchspiess i Ottern, nära Weimar i Tyskland som son till en skollärare i Weimar. 1667 började han studera vid universitetet i Jena. Från 1670 vikarierade han för kantorn Andreas Zöll i Jena och gifte sig med hans dotter 1 år senare. Gastorius övertog Zölls tjänst efter dennes död 1677. Han umgicks bland andra med Samuel Rodigast som skrev psalmen Was Gott tut, das ist wohlgetan till Gastorius när denne var sjuk (för att muntra upp honom enligt Rodigasts dedikation). Redan innan han tillfrisknat tonsatte Gastorius texten utgående från en melodi av Werner Fabricius. Melodin blev vida känd i Tyskland eftersom kantorsstuderanden i Jena sjöng melodin varje vecka vid Gastorius' dörr och använde den när de återvänt hem. 
Gastorius begravdes den 8 maj 1682 på kyrkogården vid Johanniskirche i Jena. Gastorius hade begärt att hans tonsättning av Was Gott tut, das ist wohlgetan skulle spelas på hans begravning.

## Psalmer
Gastorius finns representerad i Den svenska psalmboken 1986 och Verbums psalmbokstillägg 2003 med en tonsättning från ca 1675 som används till tre psalmer
- O Gud, som skapat vind och hav (Verbum 2003 nr 712)
- Så långt som havets bölja går (1986 nr 414)
- På Gud och ej på eget råd (1986 nr 555)

I 1937 års psalmbok sjöngs även En vänlig grönskas rika dräkt på denna melodi (1937 nr 476).